# Tjuvhultskärrets naturreservat
Tjuvhultskärret är ett naturreservat i Hasslövs socken i Laholms kommun i Halland.

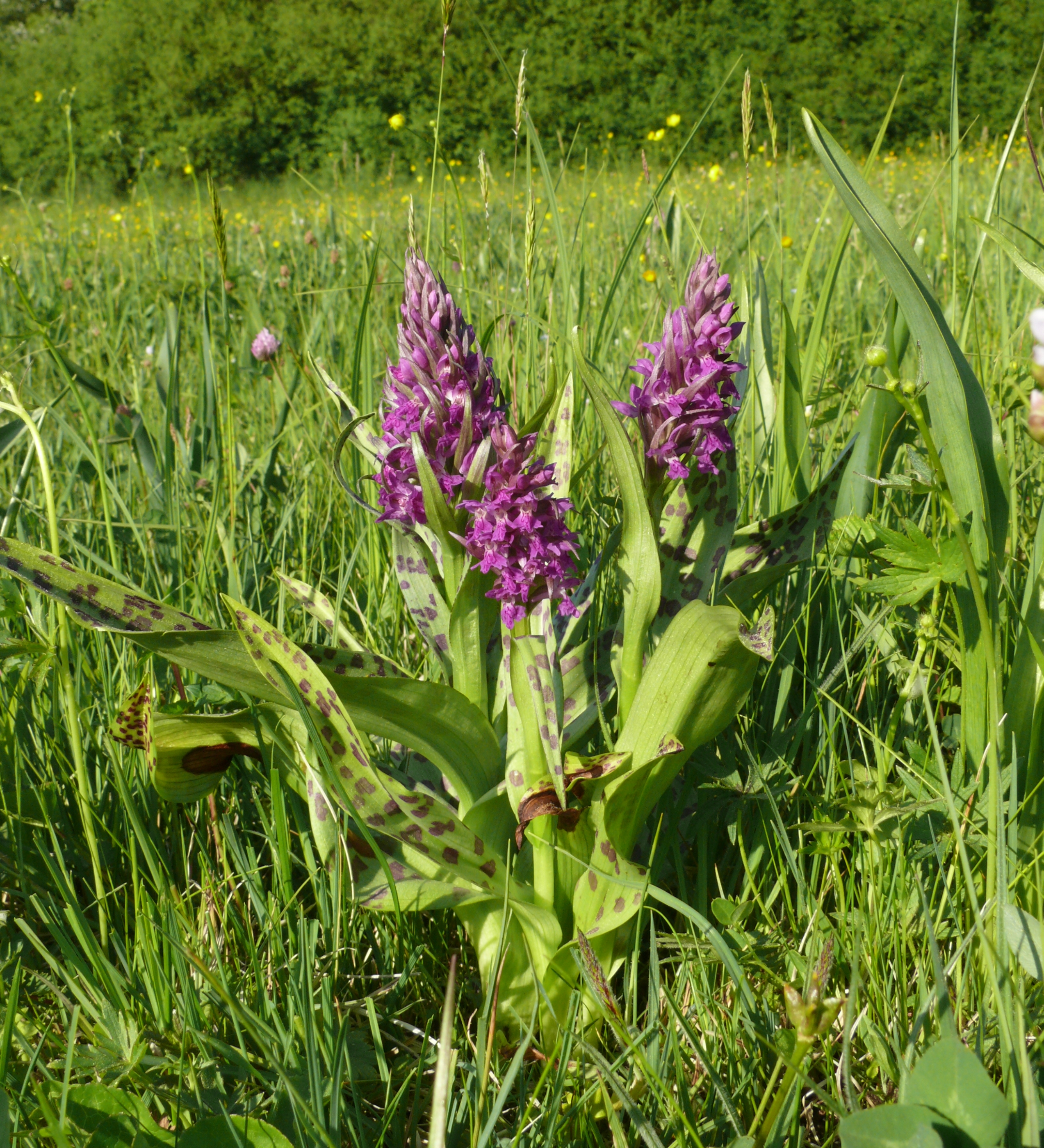
Majnycklar (Dactylorhiza majalis)

Reservatet är ett av flera på Hallandsåsens platåområde. Detta kärr har sedan lång tid sköts genom bete eller slåtter. Marken är kalrik vilket bidrar till reservatets rika flora och fauna. Det anges vara länets artrikaste slåtterkärr. Under sommaren är blomsterprakten stor. Då blommar orkidéerna majnycklar, ängsnycklar, nattviol, grönvit nattviol, korallrot och tvåblad. Här finns även kärrspira, kärrsilja och slåtterblomma.
I sumpskogen står alarna på så kallade socklar. Detta svårtillgängliga område är skyddat sedan 2003 och är 3 hektar stort.